# Лицо в толпе
«Лицо в толпе» (англ. A Face in the Crowd) — фильм Элиа Казана по сценарию Бадда Шульберга, основанному на его рассказе «Твой арканзасский странник». Премьера состоялась 28 мая 1957 г.

## Сюжет
Марша Джеффрис, радиоагент по поиску талантов, обнаруживает в тюрьме Ларри Роудса по прозвищу Одиночка, философствующего бродягу и певца в стиле кантри-энд-вестерн. Она организует его освобождение и приглашает выступить на радио. Результат неожиданный: выступления Роудса производят сенсацию не только на радио, но и на телевидении, и вскоре он становится самым могущественным и влиятельным артистом в эфире. Близкому же окружению Роудс раскрывается как честолюбивый, жадный до власти манипулятор…

## В ролях
- Энди Гриффит — Ларри «Одиночка» Роудс
- Патриция Нил — Марша Джеффрис
- Энтони Франчоза — Джоуи ДеПальма
- Уолтер Маттау — Мэл Миллер
- Ли Ремик — Бетти Лу Флеккум
- Пол Макграт — Мейси